# Festa do Livro em Belém

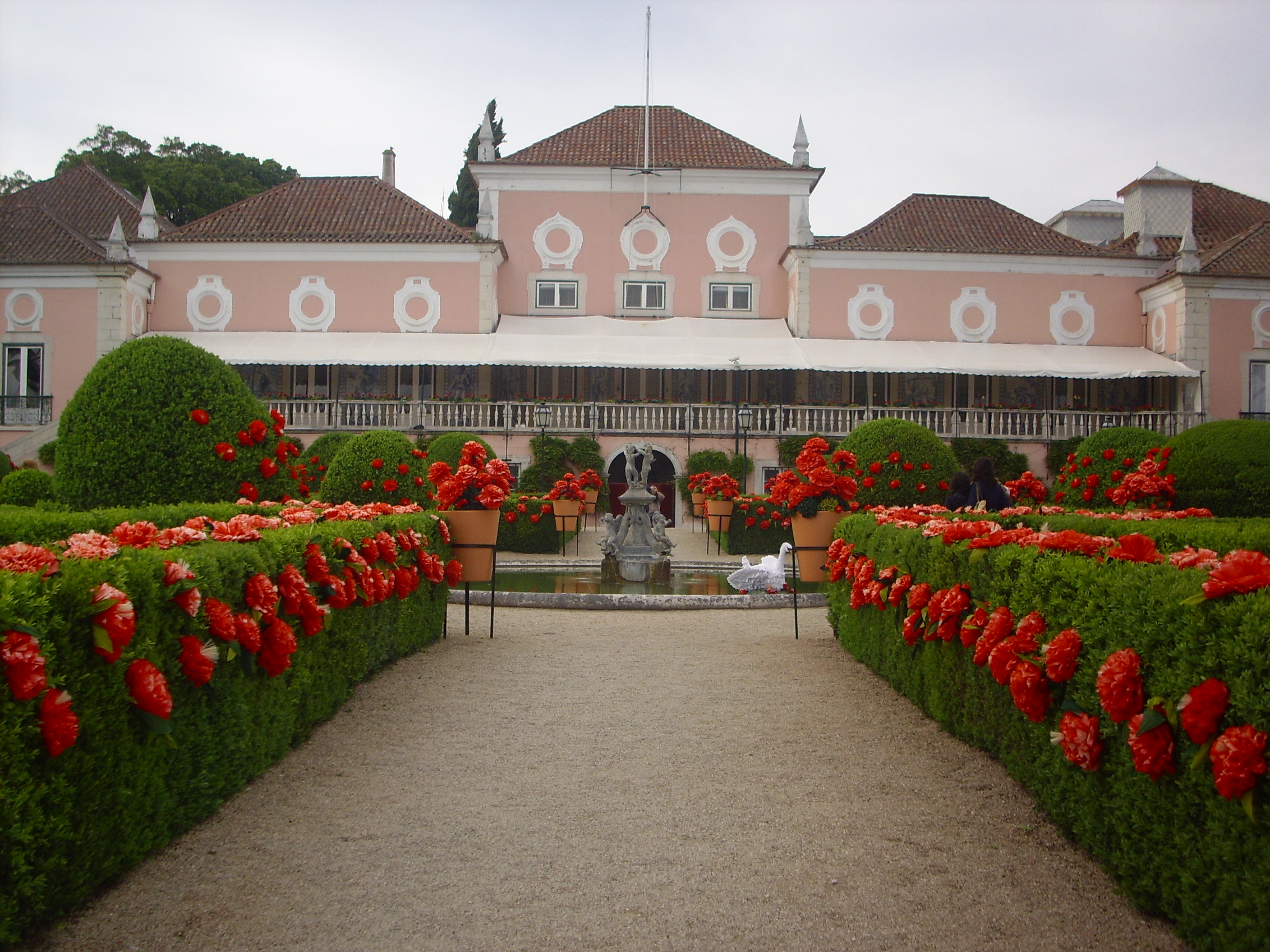
Jardins do Palácio de Belém

A Festa do Livro em Belém é um certame que se realiza anualmente desde 2016 nos jardins do Palácio de Belém, residência oficial do Presidente da República Portuguesa. A Festa do Livro em Belém tem decorrido no mês de Setembro, organizada em conjunto pela Presidência da República e pela Associação Portuguesa de Editores e Livreiros, e com a parceria da Rede de Bibliotecas Municipais de Lisboa, e Cinemateca Portuguesa.
O evento surgiu da iniciativa do Presidente Marcelo Rebelo de Sousa, ele próprio um bibliófilo e coleccionador de livros antigos, que anunciou a primeira edição do certame durante a abertura da 86.ª Feira do Livro de Lisboa, em Maio de 2016. A "segunda feira do livro de Lisboa" foi criada com a intenção de chamar a atenção para a literatura e para o mercado livreiro, mas também de abrir ao público um espaço que é, normalmente, de acesso restrito.
Para além de stands de venda de livros, cujo foco recai sobre a literatura portuguesa e brasileira, decorrem ainda sessões de autógrafos, concertos, debates, e programação infantil.